# Asmus Jacob Carstens
Pour les articles homonymes, voir Carstens.
Asmus Jacob Carstens (1754 à Schleswig - 1798 à Rome) est un peintre allemand.

## Biographie
Fils de Hans Carstens (1721-1762), un meunier, Asmus Jacob Carstens eut pour premier maître de dessin sa mère Christina Dorothea née Petersen (1726-1769). Son frère Friedrich Christian (de) (1762-1798) est aussi un peintre connu. Le futur artiste a d'abord appris le métier de tonnelier. À l'âge de vingt-deux ans, il se rendit à Copenhague pour suivre une formation en peinture à la prestigieuse Académie royale des beaux-arts du Danemark. Cependant, il ne s'entendait pas avec l'Académie, ne participait pas à la classe, refusait de prendre part au dessin de nu; l'absence de cette formation est parfois évidente dans ses dessins ultérieurs. Au lieu de cela, il choisit la voie d'autodidacte et développa sa propre technique de dessin. Parallèlement il étudia la mythologie des Grecs, des Teutons et des Celtes, lu les classiques anciens et s'adonna à la philosophie.
L'artiste refusa la médaille d'argent décernée par l'Académie ce qui lui a valu son expulsion. Il a dû annuler le voyage à Rome avec son frère en raison du manque de fonds. À partir de 1783, il vit à Lübeck et gagne sa vie comme portraitiste. En outre, il a essayé de réaliser ses idéaux artistiques avec des œuvres allégoriques et mythologiques. Il se lia d'amitié avec l'écrivain Carl Ludwig Fernow, son futur biographe. Il a établi ensuite des contacts avec plusieurs sénateurs de Lübeck, qui ont financé son séjour à Berlin.
Il se rendit à Berlin vers 1789. Il eut peu de succès jusqu'à l'exposition où il présenta son tableau Sturz der Engel (La Chute de l'Ange). Le ministre prussien von Heynitz le remarqua et lui donna un contrat pour des peintures murales et des plafonds dans le palais royal. Enfin, en 1790, à l'instigation du ministre, il fut nommé professeur à l'Académie des arts de Berlin. De cette époque date le dessin Bacchus et Cupidon (Bacchus und Amor).
Il alla se fixer à Rome en 1792–1798. Là il étudie principalement des œuvres de Raphaël et de Michel-Ange dont l'influence se reflète dans ses œuvres suivantes. En 1795, il entame ce qui est considéré comme l'une de ses œuvres principales, La Nuit avec ses enfants (Die Nacht mit ihren Kindern).
Un grand succès public l'attend en 1795 lors d'une exposition dans l'ancien atelier de Pompeo Batoni, où il présente L'Espace et Le Temps (Raum und Zeit) qui est une tentative de représenter les catégories kantiennes de l'espace et du temps. Un de ses derniers dessins Le Départ d'Empédocle (Aufbruch des Empedokles) développe le thème de la tragédie des Sept contre Thèbes d'Eschyle.
Mort à Rome en 1798, Carstens est enterré au cimetière du Testaccio.
Après la mort de Carstens, son héritage artistique est d'abord géré par Fernow, qui finalement l'amène à Weimar, où il est conservé dans la Bibliothèque de la duchesse Anna-Amalia (de).

## Œuvres
Parmi ses dessins, on remarquera :
- Mort d'Achille ;
- la Chute des Anges ;
- la Visite des Argonautes au centaure Chiron ;
- le Mégaponte.

## Source
Cet article comprend des extraits du Dictionnaire Bouillet. Il est possible de supprimer cette indication, si le texte reflète le savoir actuel sur ce thème, si les sources sont citées, s'il satisfait aux exigences linguistiques actuelles et s'il ne contient pas de propos qui vont à l'encontre des règles de neutralité de Wikipédia.